# كوري ستيوارت
كوري ستيوارت (بالإنجليزية: Corey Stewart)‏ هو سياسي أمريكي، ولد في 1 أغسطس 1968 في مينيسوتا في الولايات المتحدة. حزبياً، نشط في الحزب الجمهوري.

## وصلات خارجية
- الموقع الرسمي